# Albert Sieber
Albert "Al" Sieber (27 de fevereiro de 1843 – 19 de fevereiro de 1907) foi um militar americano-germânico além de minerador e chefe de batedores durante as Guerras Apache.

## Biografia
Ele nasceu em Mingolsheim, Baden, Alemanha como o décimo-terceiro de 14 filhos. Foi batizado em 1 de março de 1843 na Igreja de São Lamberto na mesma cidade. Seu pai Johannes morreu em 16 de setembro de 1845.
Entre 1848 e 1849, logo após as "Revoluções de 1848", sua mãe Eva Katharina (antes Fischer) emigrou para os Estados Unidos com as oito crianças que ainda estavam vivas.
Albert cresceu na Pensilvânia e Minnesota. Se alistou em 4 de março de 1862 na Primeira Infantaria dos Voluntários de Minesota durante a Guerra Civil Americana. Depois da guerra ele se tornou minerador na Califórnia, Nevada e por fim no território do Arizona, onde foi proprietário de um rancho entre 1868 e 1871.
O General George Crook o contratou para ser o Chefe dos Batedores em 1871 durante as Guerras Apache. Ele participou da Campanha Tonto (Apache) (1871–1873). Quando a reserva de Camp Verde foi fechada, Sieber mudou os Yavapais e Tonto Apaches para a de San Carlos no meio do inverno. Ele permaneceu no emprego e participou de muitas lutas contra os Apaches que fugiam da reserva.
Em 1883 Crook transferiu-se para a Sierra Madre (México) em perseguição a Geronimo. Sieber liderou os batedores civis de Crook. Sieber esteve no campo mas não presenciou a rendição de  Geronimo ao Tenente Gatewood e o General Nelson Miles em 1886. Sieber foi baleado e ferido em 1887. Ele não ficou feliz com o tratamento dado aos Apaches em San Carlos e voltou a mineração em  1891.
Sieber morreu em Apache Trail, Condado de Gila, Arizona, num acidente durante uma construção de uma estrada por trabalhadores Apaches em Tontoroad e que iria para a Barragem Roosevelt.

## Cinema
- Interpretado por Robert Duvall no filme Geronimo: An American Legend.
- Interpretado por John McIntire no filme Apache.
- Em 1979 Mr. Horn com Richard Widmark como Al Sieber" e David Carradine como Tom Horn.[1]
- O personagem Ed Bannon que foi interpretado por Charlton Heston no filme Arrowhead foi baseado em Sieber.